# Toto Cutugno
Toto Cutugno (Fosdinovo, 7. srpnja 1943. – Milano, 22. kolovoza 2023.) bio je talijanski pjevač.
Kao tekstopisac 70-ih godina pisao je tekstove pjesama za Adriana Celetana, Dalidu, Mireille Mathieu i Johnnyja Hallydaya. Bio je član sastava Albatros s kojim je 2 puta nastupio na festivalu u Sanremu.
Godine 1978. započeo je solo karijeru, a 1980. godine pobijedio je na festivalu u Sanremu s pjesmom Solo noi. S pjesmom L`Italiano, postigao je na najveći međunarodni uspjeh. Godine 1990. pobijedio je u Zagrebu na Eurosongu, da bi iduće godine kao domaćin, s Gigliolom Cinqueti bio voditelj završne večeri natjecanja za najbolju pjesmu Europe.
Preminuo je od raka prostate 2023. godine.

## Diskografija
- 1978. – Donna donna mia
- 1979. – Voglio l'anima
- 1980. – Solo noi
- 1980. – Innamorati
- 1981. – Flash
- 1981. – La Mia musica
- 1983. – L'Italiano
- 1983. – Un`estate con te
- 1984. – Serenata
- 1985. – Mi piacerebbe...(andare al mare...al lunedì...)
- 1986. – Azzurra malinconia
- 1986. – Buonanotte
- 1987. – Figli
- 1987. – Mediterraneo
- 1987. – Una Domenica italiana
- 1988. – Emozioni
- 1989. – Le Mamme
- 1990. – Gli Amori
- 1990. – Insieme: 1992
- 1991. – Voglio che tu sia
- 1991. – Quelli come noi
- 1994. – Se mi ami
- 1995. – Voglio andare a vivere in campagna
- 1997. – Faccia pulita
- 2005. – Come noi nessuno al mondo (duet s Analisom Minetti)

## Vanjske poveznice
- Službena web-stranica
- MSN Group  Arhivirana inačica izvorne stranice od 21. studenoga 2007. (Wayback Machine)